# Weißbauch-Zwergspecht

Verbreitungsgebiet des Weißbauch-Zwergspechtes

Der Weißbauch-Zwergspecht (Picumnus spilogaster) ist eine Vogelart aus der Gattung der Zwergspechte (Picumnus) aus der Familie der Spechte (Picidae).
Die Art wurde früher als (Picumnus leucogaster) bezeichnet (Syn.), mitunter als Synonym oder Unterart (ssp.) des Däumlingsspechts (Picumnus minutissimus).
Die Unterart P. s. pallidus wurde als eigenständig sowie als Unterart des Däumlingsspechtes angesehen.
Der Schwarzflecken-Zwergspecht (Picumnus nigropunctatus) wurde mitunter dieser Art zugeordnet, oder als Unterart des Weißbauch-Zwergspechtes betrachtet.
Der Vogel kommt in Brasilien, Guyana und Venezuela vor.
Der Lebensraum umfasst Galeriewald, Laubwälder, Sekundärwald, Mangroven, Lichtungen und Sumpfgebiete bis 100 m Höhe.
Der Artzusatz kommt von altgriechisch σπίλος spílos, deutsch ‚Fleck‘ und altgriechisch γαστήρ gastēr, γαστρός, deutsch ‚Magen, Bauch‘.

## Merkmale
Die Art ist etwa 9 cm groß, wiegt zwischen 13 und 14 g. Das Männchen hat eine schwarze Kopfkappe mit weißen Spitzen, zusätzlich am Scheitel breite Streifen mit roten Federspitzen, die Zügel sind weiß, die dunkelbraunen Ohrdecken haben weiße Striche, die Nackenseiten sind weiß und zart schwarz gebändert. Die Oberseite ab Nacken ist undeutlich blassgrau gebändert, die Flügeldecken sind oliv-braun mit schmalen hellen Rändern, die braunen Schwungfedern haben hellere Ränder, besonders deutlich an den Armschwingen und Schirmfedern. Die Schwanzoberseite ist dunkelbraun, das mittlere Federpaar hat auf der Innenseite einen breiten weißen Streifen, die beiden äußeren Steuerfedern haben jeweils auf der Außenseite breite weiße Streifen, reichen aber nicht bis zur Spitze.
Kinn und Kehle sind weißlich, schwärzlich gebändert, die Oberbrust verwaschen gelblich mit ziemlich breiten, mitunter unterbrochenen schwarzen Binden, die übrige Unterseite ist cremeweiß mit einzelnen großen schwarzen Flecken, die Flanken können auch gebändert sein.
Die Flügelunterseite ist grau-braun mit weißen Flügeldecken. Der Schnabel ist kurz, spitz, der Schnabelfirst leicht gebogen, schiefergrau mit schwarzer Spitze. Die Iris ist braun, die Beine sind grünlich-grau.
Beim Weibchen fehlt das Rot am Kopf. Jungvögel haben einen rußbraunen Scheitel, gelbbraune Flecken nur hinten am Nacken, bräunlichere Unterseite und sind sowohl oben als auch unten deutlicher gebändert.
Dieser Zwergspecht unterscheidet sich vom Däumlingsspecht (Picumnus minutissimus) durch geringere Größe, weniger stark gezeichnete Oberseite und gebänderte und gefleckte, aber nicht geschuppte Unterseite und die dunkle Augenfarbe.

## Geografische Variation
Es werden folgende Unterarten anerkannt:
- P. s. orinocensis Zimmer, J.T.  & Phelps, W.H., 1950, – Venezuela von Südostapure bis Delta Amacuro, etwas kleiner, auf der Unterseite ungezeichnet oder mit wurmartiger Struktur an den Flanken, etwas mehr Weiß im Schwanz
- P. s. spilogaster Sundevall, 1866, Nominatform, –  Nordguyana und Nordbrasilien (Roraima)
- P. s. pallidus Snethlage, E., 1924, – Nordostbrasilien (Pará), etwas kleiner als Nominatform mit entsprechend kürzerem Schwanz

## Stimme
Der Gesang des Männchens wird als hohes, dünnes Trillern über 3 Sekunden oder als sehr schneller, kurzer ausklingender Triller beschrieben. Der Ruf besteht aus einzelnen abgesetzten „chip“-Lauten, schneller werdend.

## Lebensweise
Die Art ist vermutlich ein Standvogel.
Die Nahrung besteht wohl aus Insekten, die allein oder paarweise, gerne höher in den Bäumen gesucht werden entlang der Äste und im Gestrüpp.
Die Brutzeit liegt wahrscheinlich zwischen September und November.

## Gefährdungssituation
Der Bestand gilt als „nicht gefährdet“ (least Concern).